# Torneo de Roland Garros 2012
El Torneo de Roland Garros 2012 (también conocido como Abierto de Francia) es un torneo de tenis disputado sobre canchas (pistas) de polvo de ladrillo (arcilla o tierra batida) que se jugó del 27 de mayo al 11 de junio de 2012. Se trata de la edición 111° del torneo. Tuvo lugar en el Stade Roland Garros, París, Francia. Forma parte de los cuatro Grand Slam, siendo el segundo en orden cronológico.

## Sistema de puntuación

### Seniors
| Etapa                     | Individuales masculino | Dobles masculino | Individuales femenino | Dobles femenino |
| ------------------------- | ---------------------- | ---------------- | --------------------- | --------------- |
| Campeón                   | 2000                   | 2000             | 2000                  | 2000            |
| Finalista                 | 1200                   | 1200             | 1400                  | 1400            |
| Semifinales               | 720                    | 720              | 900                   | 900             |
| Cuartos de final          | 360                    | 360              | 500                   | 500             |
| 4ª ronda                  | 180                    | 180              | 280                   | 280             |
| 3ª ronda                  | 90                     | 90               | 160                   | 160             |
| 2ª ronda                  | 45                     | 0                | 100                   | 5               |
| 1ª ronda                  | 10                     | –                | 5                     | –               |
| Clasificados              | 25                     | –                | 60                    | –               |
| 3ª ronda de clasificación | 16                     | –                | 50                    | –               |
| 2ª ronda de clasificación | 8                      | –                | 40                    | –               |
| 1ª ronda de clasificación | 0                      | –                | 2                     | –               |

### Junior points
| Etapa                                     | Individuales masculino | Individuales femenino | Dobles masculino | Dobles femenino |
| ----------------------------------------- | ---------------------- | --------------------- | ---------------- | --------------- |
| Campeón                                   | 250                    | 250                   | 180              | 180             |
| Finalista                                 | 180                    | 180                   | 120              | 120             |
| Semifinales                               | 120                    | 120                   | 80               | 80              |
| Cuartos de final                          | 80                     | 80                    | 50               | 50              |
| 2ª ronda                                  | 50                     | 50                    | 30               | 30              |
| 1ª ronda                                  | 30                     | 30                    |                  |                 |
| Clasificados que perdieron en la 1ª ronda | 25                     | 25                    |                  |                 |
| Última ronda de clasificación             | 20                     | 20                    |                  |                 |

## Sénior

### Individuales masculino
Rafael Nadal vence a  Novak Djokovic por 6-4, 6-3, 2-6 y 7-5.

### Individuales femenino
María Sharápova vence a  Sara Errani por 6-3, 6-2.

### Dobles masculino
Max Mirnyi /  Daniel Nestor vencen a  Bob Bryan /  Mike Bryan por 6-4, 6-4.

### Dobles femenino
Sara Errani /  Roberta Vinci vencen a  María Kirilenko /  Nadia Petrova por 4-6, 6-4, 6-2.

### Dobles mixtos
Sania Mirza /  Mahesh Bhupathi vencen a  Klaudia Jans-Ignacik /  Santiago González por 7-6(3), 6-1.

## Junior

### Individuales masculino
Kimmer Coppejans vence a  Filip Peliwo por 6-1, 6-4.

### Individuales femenino
Annika Beck vence a  Anna Schmiedlová por 3-6, 7-5, 6-3.

### Dobles masculino
Andrew Harris /  Nick Kyrgios vencen a  Adam Pavlásek /  Václav Šafránek por 6-4, 2-6, 10-7.

### Dobles femenino
Daria Gavrilova /  Irina Khromacheva vencen a  Montserrat González /  Beatriz Haddad Maia por 4-6, 6-4, 10-8.

## Otros eventos

### Leyendas menores de 45 años
Albert Costa /  Carlos Moyá vencen a  Thomas Enqvist /  Todd Woodbridge por 6-2, 6-1.

### Leyendas mayores de 45 años
John McEnroe /  Patrick McEnroe vencen a  Guy Forget /  Henri Leconte por 7-6(5), 6-3.

### Leyendas femeninas
Lindsay Davenport /  Martina Hingis vencen a  Martina Navratilova /  Jana Novotna por 6-4, 6-4.